# Rurício Pompeiano
Rurício Pompeiano (em latim: Ruricius Pompeianus; Verona, 312) foi um oficial militar romano do século III e IV, ativo no reinado conjunto dos imperadores Galério (r. 293–311), Constantino, o Grande (r. 306–337), Magêncio (r. 306–312) e Licínio (r. 308–324).

## Vida

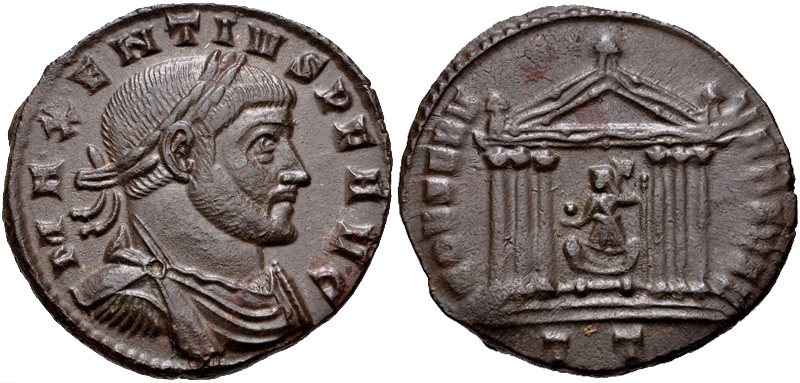
Fólis de Magêncio r. emitido em Ticino ca. 307-308

Na Guerra Civil de Constantino e Magêncio (311–312), Rurício serviu como prefeito pretoriano e comandante da cavalaria e infantaria de Magêncio na Itália. Segundo relatado pelos Panegíricos Latinos, estava estacionado com parte dos efetivos imperiais em Verona, onde travaria batalha contra Constantino, que à época estava excursionando na Itália do Norte. Na Batalha de Verona, foi morto e seu exército destruído.